# Gemini 11
Gemini 11 (GT-11) war ein bemannter Weltraumflug im Rahmen des US-amerikanischen Gemini-Programms.

## Besatzung
Zwei Tage nach der Landung von Gemini 8 am 19. März 1966 wurde von der NASA bekannt gegeben, dass die Ersatzmannschaft dieses Fluges die nächste verfügbare Mission Gemini 11 übernehmen würde.
Als Kommandant stand Charles „Pete“ Conrad, der schon mit Gemini 5 im All war, zur Verfügung. Pilot wurde Richard Gordon mit seinem ersten Einsatz im All. Die Ersatzmannschaft bestand aus Neil Armstrong, dem Kommandanten von Gemini 8, und William Anders, der noch keine Weltraumerfahrung hatte. Als Verbindungssprecher (Capcom) während der Startphase dienten Clifton Williams von Cape Kennedy, sowie John Young und Alan Bean von Houston aus. Young hatte schon zwei Gemini-Flüge absolviert. Williams und Bean hatten selbst zwar noch keine Weltraumerfahrung, waren jedoch schon vorher mehrfach Capcom gewesen. Insgesamt war das Team also sehr erfahren.

## Vorbereitung
Wie Gemini 10 sollte auch dieses Raumschiff an einen Agena-Zielsatelliten koppeln und sich mit dessen Triebwerk in eine höhere Umlaufbahn befördern lassen. Pete Conrad war ein starker Befürworter dieses Plans, obwohl es auch Gegenstimmen gab, die Gefahren durch die Strahlung des Van-Allen-Gürtels befürchteten. Ebenso wurde wieder Wert auf einen Außenbordeinsatz (EVA) gelegt. Aus den Erfahrungen von Eugene Cernan und Mike Collins mit Gemini 9 und Gemini 10 wurden Verbesserungen für Gemini 11 entwickelt. Einerseits wurde die Sicherheitsleine von 15 Metern auf 9 Meter verkürzt, andererseits wurden mehr Handgriffe und Fußstützen am Gemini-Raumschiff und an der Agena angebracht, damit Richard Gordon beim Arbeiten besseren Halt haben sollte.
Am 7. Juli 1966 wurde das Gemini-Raumschiff in Cape Kennedy angeliefert, am 22. Juli die Titan-Rakete auf der Startrampe montiert, und am 28. Juli das Raumschiff montiert. Der Start war zuerst auf den 9. September angesetzt, wurde aber verschoben, als beim Betanken der Rakete ein Leck entdeckt wurde. Auch am Folgetag wurde nicht gestartet. Conrad und Gordon waren bereits auf dem Weg zur Startrampe, als  sie erfuhren, dass die Agena aufgrund eines Problems mit dem Autopiloten nicht starten konnte, und sich deshalb auch der Gemini-Start verzögerte.

## Flugverlauf
Am 12. September 1966 startete eine Atlas-Agena-Rakete und brachte den Zielsatelliten GATV-11 (Gemini Agena Target Vehicle) in eine Erdumlaufbahn.

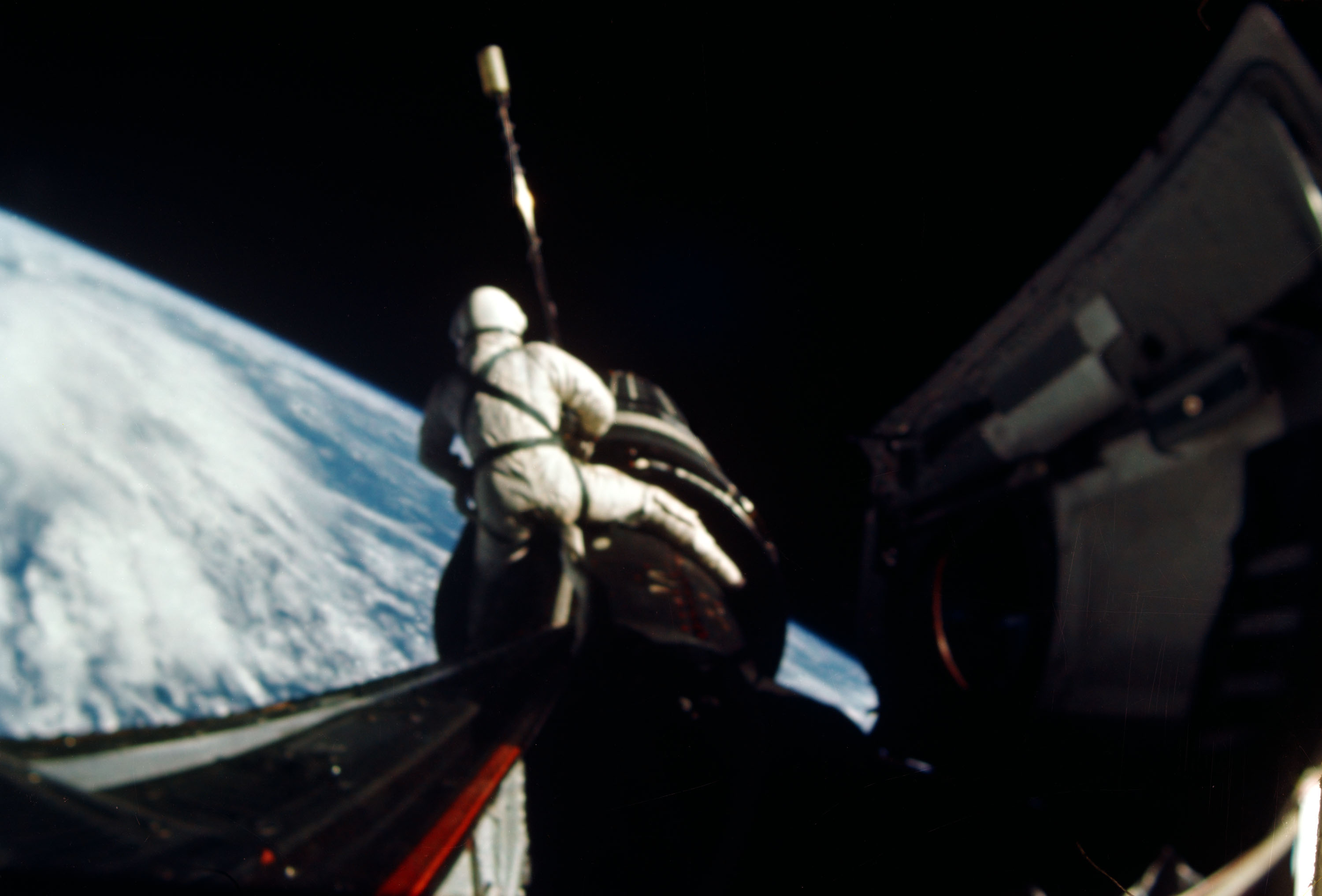
Astronaut Richard Gordon befestigt ein Halteseil von Gemini 11 zum Agena-Zielsatelliten

Gemini 11 sollte exakt eine Umkreisung später starten. Das Startfenster betrug nur zwei Sekunden. Planmäßig hob die Titan-Rakete um 9:42 Uhr Ortszeit ab. 85 Minuten später, wesentlich früher als bei bisherigen Gemini-Flügen, koppelte Conrad an die Agena.
Weil wesentlich weniger Treibstoff verbraucht wurde als vorhergesehen, konnte wertvolle Erfahrung mit Kopplungen im Orbit gewonnen werden. Jeder der beiden Astronauten entkoppelte zweimal und dockte wieder an den Satelliten an. Als nächste Aufgabe stand Gordons Außenbordeinsatz an. Wie auch bei bisherigen Flügen war das Arbeiten im Raumanzug sehr beschwerlich und anstrengend. Er kam ins Schwitzen, sein Helm beschlug und so musste sein Ausflug ins All gekürzt werden.

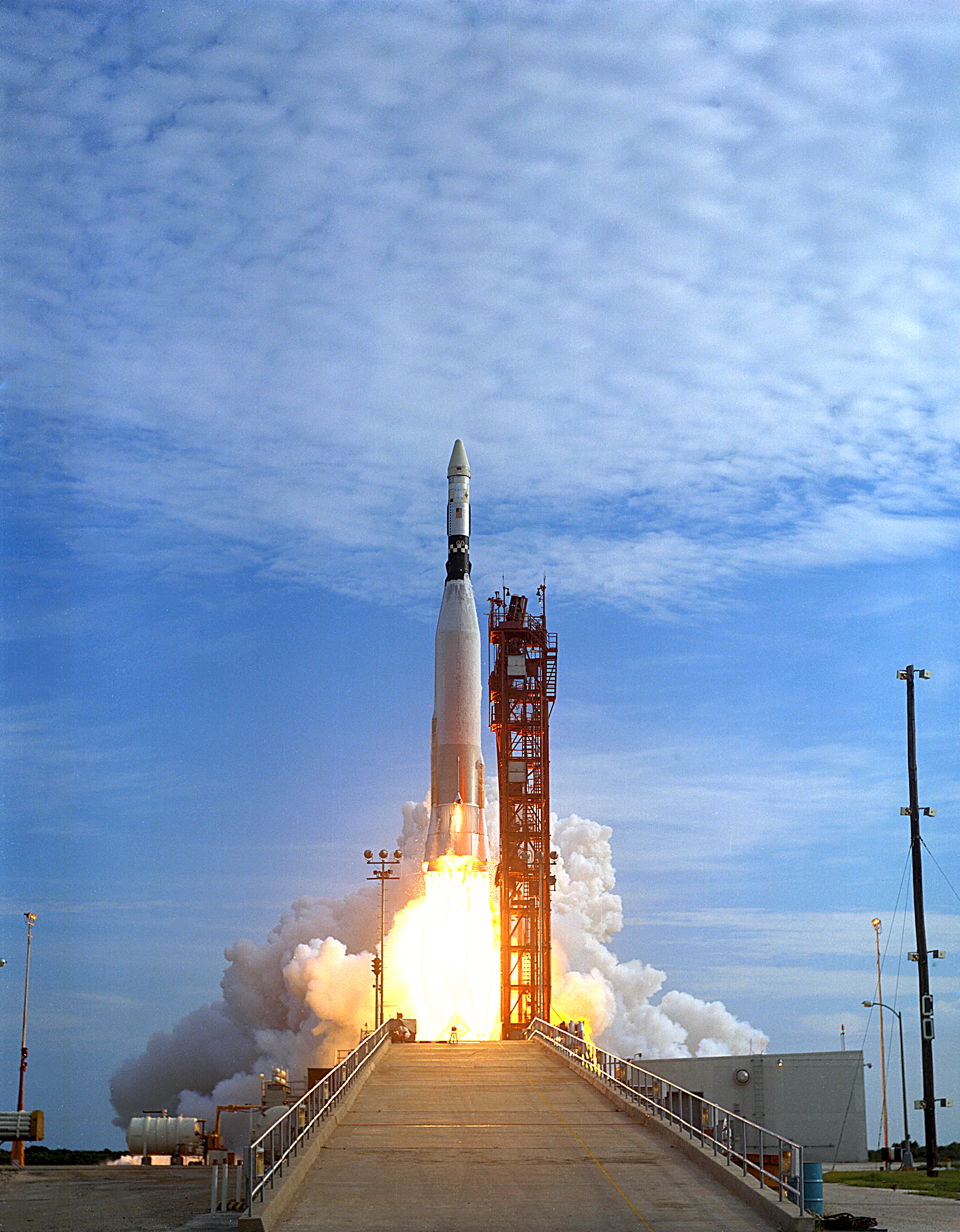
Start des Zielsatelliten GATV 11

Die Triebwerke der Agena wurden 26 Sekunden lang gezündet und brachten Gemini 11 auf eine höhere Umlaufbahn mit einem Apogäum von 1374 km. Damit wurde der gerade zwei Monate alte Höhenrekord von Gemini 10 gebrochen. Die neue Marke sollte bis zum Mondflug von Apollo 8 bestehen bleiben.
Gordon unternahm eine weitere Außerbordaktivität. Dieses Mal verließ er aber das Raumschiff nicht vollständig, sondern blieb in der geöffneten Luke stehen (Stand-Up-EVA), um die Erde und Sterne zu fotografieren. Während einer Ruhepause nickten sowohl Gordon als auch Conrad ein, der erste Astronautenschlaf im Vakuum. Diese EVA dauerte etwa zwei Stunden und verlief von der körperlichen Anstrengung her wesentlich besser als die erste.
Conrad und Gordon unternahmen noch ein weiteres Flugmanöver, das bis dahin noch nie durchgeführt worden war. Dazu entkoppelten sie sich von der Agena-Stufe, blieben aber mit ihr durch ein ungefähr 30 Meter langes Sicherheitsband verbunden. Durch bestimmte Steuerungsmanöver gelang es den Astronauten, das Gespann um den gemeinsamen Schwerpunkt rotieren zu lassen, womit zum ersten Mal eine künstliche Schwerkraft im Weltall erzeugt wurde. Die Flugkörper benötigten etwa sechs Minuten pro Umdrehung, die erzeugte Mikrogravitation war zu gering, um von den Astronauten erspürt zu werden, reichte jedoch aus, schwebende Gegenstände zu bewegen.
Später trennte sich Gemini 11 vollständig von GATV-11, entfernte sich um ca. 30 Kilometer und näherte sich am folgenden Tag erneut, ohne jedoch wieder zu koppeln.
Die Zündung der Bremsraketen und der Wiedereintritt in die Erdatmosphäre erfolgte bei diesem Flug erstmals vollautomatisch. Gemini 11 landete 4,6 Kilometer entfernt vom berechneten Zielpunkt. Conrad und Gordon wurden mit einem Hubschrauber an Bord der USS Guam gebracht.

## Bedeutung für das Gemini-Projekt
Die Mission war ein voller Erfolg. Das Rendezvous und die Kopplung erfolgten in Rekordzeit. Es konnten wertvolle Erfahrungen mit Rendezvous- und Kopplungsmanövern gewonnen werden. Die Bahnänderungen mit Hilfe der Agena verliefen ohne Probleme, und die höhere Umlaufbahn brachte nicht nur einen neuen Rekord, sondern auch neue wissenschaftliche Daten. Das größte Problem war nach wie vor die Aktivität außerhalb des Raumschiffs. Gordons Probleme bestätigten nur die Erfahrungen, die Cernan und Collins bereits gemacht haben: selbst einfache Handgriffe können in der Schwerelosigkeit zum Problem werden. Der Raumanzug und sein Lebenserhaltungssystem schienen noch nicht ausgereift und mondtauglich zu sein.
Das Gemini-Programm näherte sich seinem Ende. Ein letzter Flug zwei Monate später sollte dieses Raumfahrt-Projekt zum Abschluss bringen.